# 芬斯特拉羅特峰

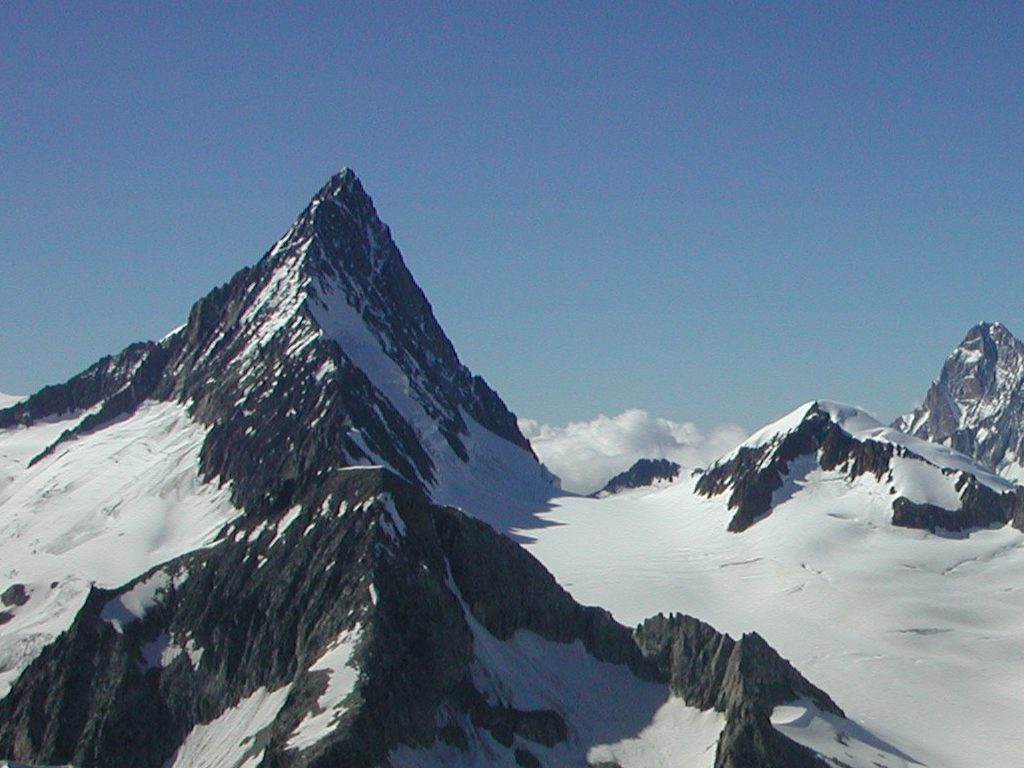

46°31′4″N 8°8′52″E / 46.51778°N 8.14778°E
芬斯特拉羅特峰（德語：Finsteraarrothorn）是瑞士瓦萊州的山峰，位於該國南部，屬於伯尔尼山的一部分，海拔高度3,530米，每年平均降雨量2,221毫米。